# Преодница (лист 1873)
Преодница: књижевни лист је часопис који је излазио у Београду од 1873. до 1874. године. Уредник је био Петар Периновић.

## Историјат
Преодница је књижевни часопис  који је излазио од 15. септембра 1873. до 5. априла 1874. године. Излазила је на једном табаку (16 страна) у осмини. Године 1873. публикована су само два броја, а следеће још осам. За непуних седам месеци објављено је само десет бројева. Издавачи су све бројеве водили под једним годиштем иако је лист излазио две календарске године. 
Ово је први часопис социјалистичког правца у Србији који је покренут у циљу обогаћивања литерарног поља и социјалистичке књижевне периодике. За овај лист ке карактеристично да није сакривао своје политичке тенденције.   
Карактеристично за овај часопис је да је лист излазио у име групе студената социјалиста на Великој школи у Београду.

### Литерарни аспект
Преодница је интересантан књижевни лист јер се темељио на програмским начелима Светозара Марковића. Имао је децидиран поднаслов књижевни лист и према садашњим стандардима био је часопис. Покренут је у време кад је у Србији излазио само један чисто књижевни часопис Летопис Матице српске. Програм је био да се часопис посвети књижевној расправи, објективној критици, поезији и забави. 
Удео прозе и прозних текстова у односу на песничке истакнут је у Преодници, као и у листовима Млада Србадија, Рад.

### Издавач и одговорни уредник
Петар Периновић је био практично непознат у књижевности. Књижевни историчари сматрају да је покретач и главни уредник био Милован Глишић у чијем стану се и налазила редакција, у ондашњој Високој улици број 7.

### Периодичност излажења
Лист је излазио три пута месечно и то 5. 15. и 25. сваког месеца.

### Тематика
У листу су били заступљени оригинални и преведени прилози. Лист се бавио и библиографијом. Постоји несразмера у преведеним прилозима у односу на оригиналне наших аутора. То може и да се објасни да је био ограничен број сарадника, али и суженошћу летерарне тематике. Пошто је часопис декларисан као социјалистички, многи аутори нису ни желели да пишу за овај лист. Два реномирана песника, Јакшић и Змај нису писали за Преодницу. Змај је био скептичан према социјалистичким листовима и њиховом погледу на књижевност.
- Приповетке[7]
- Преводи
- Поезија
- Библиографија

## Сарадници
- Коста Арсенијевић
- Милован Глишић[7]
- Јован Илић
- Јован Поповић Црногорац

## Фототипско издање
Фототипско издање Преоднице је објављено према бројевима из Народне библиотеке Србије. Њен значај је што је драгоцен извор за проучавање Марковићевог покрета као гласило његових истомишљеника.